# 莲花街道 (西峡县)
莲花街道，是中华人民共和国河南省南阳市西峡县下辖的一个乡镇级行政单位。

## 行政区划
莲花街道下辖以下地区：
莲花社区和新兴社区。